# Arsenura yungascymonia
Arsenura yungascymonia is een vlinder uit de onderfamilie Arsenurinae van de familie nachtpauwogen (Saturniidae).
De wetenschappelijke naam van de soort is voor het eerst geldig gepubliceerd door Ronald Brechlin & Frank Meister in 2010.

## Type
- holotype: "male, XI-XII.2008.leg. Ronald Brechlin. Barcode = BC-RBP 2327."
- instituut: MWM. München, Duitsland.
- typelocatie: "Bolivia, Province La Paz, N Yungas, road Caranavi-Coroico, ca. 100 km NE La Paz, ca. 16.2°S, 67,6°W, 1000-1800 m"

## Synoniemen
- Arsenura cymonia Rothschild, 1907 (pro parte).